# Az apa három lánya
Az apa három lánya (eredeti cím: His Three Daughters) 2023-as amerikai filmdráma, amelyet Azazel Jacobs írt és rendezett. A főbb szerepekben Carrie Coon, Natasha Lyonne és Elizabeth Olsen látható.
A filmet 2023. szeptember 9-én mutatták be a Torontói Nemzetközi Filmfesztiválon, majd 2024. szeptember 6-án került a mozikba az Egyesült Államokban, mielőtt a Netflix 2024. szeptember 20-án bemutatta volna.

## Cselekmény
Amikor apjuk, Vincent a rákbetegséggel folytatott harc végéhez közeledik, és otthonában hospice-kezelésre kerül, gyermekei, Katie, Rachel és Christina újra találkoznak New York-i lakásában. Rachel bár nem a biológiai lánya, Vincent nevelte fel és a betegsége alatt végig vele élt. Katie és Rachel összevesznek azon, hogy Rachel marihuánát szívott a lakásban, és hogy Rachel nem írta alá Vincenttel a Ne élesszék újra nyilatkozatot, amíg még teljesen magánál volt. Bár Rachel ragaszkodik hozzá, hogy Vincentet nem zavarta, hogy dohányzik, Katie ráveszi Rachelt, hogy kint dohányozzon. Katie kritizálja Rachelt, miután felfedezi, hogy három zacskó almán kívül nincs étel a hűtőben.
Angel, a hospice dolgozója Mirabella nővérrel ellátogat az otthonba, és figyelmezteti a nővéreket, hogy az apjuk nagyon hirtelen halhat meg. Christina belebolondul abba, hogy Mirabella osztozik a lánya nevén. Később Katie azon fáradozik, hogy gyászjelentést írjon Vincentnek, Rachel pedig a sportfogadás megszállottja, miközben nem hajlandó bemenni a hálószobába, ahol Vincent fekszik, általában eszméletlenül.
Angel elmondja a nővéreknek, hogy Vincent állapota rohamosan romlott, és hamarosan meghal. Vitás kérdéssé válik, hogy amikor Vincent meghal, Rachel lesz a bérlője a családjuk régóta lakbérköteles lakásának. Különösen Katie érzi úgy, hogy Rachel csak "várja, hogy meghaljon", hogy ő örökölhesse a lakást. Christina felháborodik azon, hogy Rachel azt hiszi, hogy a drogfogyasztás hatással van rá, mert régóta rajong a Grateful Deadért. A nővérek rövid időre azt hiszik, hogy Vincent haldoklik; az incidens során Rachel még mindig nem lép be a szobába. Christina és Katie borral ünneplik, hogy apjuk még nem halt meg.
Rachel meghívja a barátját, Benjyt, aki csalódott amiatt, ahogyan a nővérek bánnak vele, különösen Katie, aki annak ellenére, hogy a közelben lakik Brooklynban, ritkán segít az apján. Bár Rachel megmondja neki, hogy ne tegye, szembesíti őket, és leszólja őket, amiért rosszul bánnak Rachellel, annak ellenére, hogy a leépülés nagy részében csak ő gondoskodott az apjukról, és azt mondja, hogy amikor végül nem evett mást, csak almát, Rachel volt az, aki felszeletelte neki. Azt is elárulja, hogy Vincent barátja volt, és hogy bár Katie korábban "idegenként" emlegette, találkozott vele, amikor utoljára meglátogatta, amit megjegyzi, hogy "néhány hónappal" ezelőtt volt.
Katie megpróbál bocsánatot kérni Racheltől, de Rachel dühösen visszautasítja a bocsánatkérést. A két lány összeveszik, és Christina is közéjük áll, dühösen kiabálva, hogy mindkettőjüket gyűlöli. Katie fontolgatja, hogy hazamegy, de Christina meggyőzi őket, hogy beszéljenek, és próbálják meg rendezni a nézeteltéréseiket. Katie megdöbbenve veszi tudomásul, hogy Christinának gondjai vannak vele, Christina bocsánatot kér mindkettőjüktől, mondván, hogy az élete nem olyan tökéletes, mint amilyennek látszik. Katie bocsánatot kér Racheltől, de csak azért, mert konkrétan tévedett az almákkal kapcsolatban. Amikor Katie szóba hozza a bérleti szerződést, Rachel feldúltan közli, hogy kiköltözik, ha Vincent meghal. A beszélgetés akkor csúcsosodik ki, amikor Katie felveti, hogy Rachel kevésbé Vincent lánya, mire Rachel könnyes szemmel azt válaszolja, hogy Vincent volt az egyetlen apa, aki valaha is volt neki.
Másnap Katie és Rachel összebarátkoznak Angel többszöri téves jóslata miatt, hogy mikor fog meghalni Vincent, és a nővérek kapcsolata kezd javulni. Rachel segít Katie-nek megírni Vincent gyászjelentését, és végül bemegy Vincent szobájába, hogy beszámoljon neki az aznapi parádés játékáról. Katie azt mondja Rachelnek, hogy maradjon a lakásban. A három nővér együtt lép be Vincent szobájába, aki megkéri őket, hogy ültessék át a nappaliban lévő kedvenc foteljébe. Vincent hirtelen letépi magáról az orvosi felszerelését, és sétálni kezd. Megdöbbent és elragadtatott gyermekeinek monologizál mindegyikük iránti szeretetéről, New Yorkról, valamint az élet és a halál természetéről, majd visszanéz a székére, és rájön, hogy nem sokkal azután halt meg, hogy leült oda.
Ezután a három nővér felváltva ül a székében, majd átölelik egymást a kanapén. Christina elénekli az "Öt kis kacsát", miközben lejátszódnak a felvételek, amelyeken Katie és Christina egy-egy búcsúztatását és hazatérését láthatjuk. Távozásuk után Rachel kimegy rágyújtani.

## Szereplők
| Szerep    | Színész         | Magyar hang         |
| --------- | --------------- | ------------------- |
| Katie     | Carrie Coon     | Bognár Anna         |
| Rachel    | Natasha Lyonne  | Pikali Gerda        |
| Christina | Elizabeth Olsen | Haffner Anikó       |
| Vincent   | Jay O. Sanders  | Faragó András       |
| Benjy     | Jovan Adepo     | Gacsal Ádám         |
| Angel     | Rudy Galvan     | Varga Gábor         |
| Victor    | Jose Febus      | Petridisz Hrisztosz |

### Magyar változat
- Magyar szöveg: Dittrich-Varga Fruzsina
- Hangmérnök: Bederna László
- Vágó: Pilipár Éva
- Gyártásvezető: Vigvári Ágnes
- Szinkronrendező: Orosz Ildikó
- Produkciós vezető: Fekete Márk

A szinkront a Direct Dub Studios készítette el.

## Bemutató
Az apa három lánya című filmet 2023. szeptember 9-én mutatták be a Torontói Nemzetközi Filmfesztiválon. 2023 októberében a Netflix 7 millió dollárért megvásárolta a film világszintű forgalmazási jogait, majd 2024. szeptember 6-ra tűzte ki a film megjelenését kiválasztott mozikban, amelyet szeptember 20-án streaming kiadás követett.

## Fogadtatás
A Rotten Tomatoes weboldalon 75 kritika 99%-a pozitív, átlagosan 8,1/10-es értékelést kapott. A honlapon a konszenzus a következő Az apa három lánya Natasha Lyonne, Elizabeth Olsen és Carrie Coon lenyűgöző bemutatója: „A film a kényes családi dinamikával foglalkozik, miközben meleg, mint egy takaró.” A Metacritic oldalán 30 kritikus 84 pontot adott a filmnek a 100-ból, ami „áltagos értékelést” eredményezett.
A Vanity Fair „csodálatos bemutatónak” nevezte a filmet, a The Hollywood Reporter pedig a három színésznő „kivételes” alakítását dicsérte.